# موت السيد لازارسكو
موت السيد لازارسكو هو فيلم كوميديا سوداء روماني من إخراج كريستي بويو وبطولة ايوان فيسكوتينو، لومينيتسا غيورغي، دورو آنا وفلورين زامفاريسسي، صدر الفيلم في 22 سبتمبر 2005.

## وصلات خارجية
- موت السيد لازارسكو على موقع IMDb (الإنجليزية)
- موت السيد لازارسكو على موقع ميتاكريتيك (الإنجليزية)
- موت السيد لازارسكو على موقع روتن توميتوز (الإنجليزية)
- موت السيد لازارسكو على موقع نتفليكس (الإنجليزية)
- موت السيد لازارسكو على موقع ألو سيني (الفرنسية)
- موت السيد لازارسكو على موقع Turner Classic Movies (الإنجليزية)
- موت السيد لازارسكو على موقع أول موفي (الإنجليزية)
- موت السيد لازارسكو على موقع بوكس أوفيس موجو (الإنجليزية)
- موت السيد لازارسكو على موقع فيلمافينيتي (الإسبانية)
- موت السيد لازارسكو على موقع قاعدة بيانات الأفلام السويدية (السويدية)